# 甲拉蝇子草
甲拉蝇子草（学名：Silene nepalensis var. kialensis）为石竹科蝇子草属下的一个变种。

## 扩展阅读
- 維基物種上的相關：甲拉蝇子草